# 羅切斯特 (伊利諾伊州)
羅切斯特（英語：Rochester）是位於美國伊利諾伊州桑加蒙縣的一個村落。

## 地理
羅切斯特的座標為39°45′02″N 89°32′30″W / 39.75056°N 89.54167°W，而該地最高點為海拔高度170米（即558英尺）。

## 人口
根據2010年美國人口普查的數據，羅切斯特的面積為6.30平方千米，當中陸地面積為6.30平方千米，而水域面積為0.00平方千米。當地共有人口3689人，而人口密度為每平方千米585人。